# Henna (película)
Henna es una película hindi de 1991 producida y dirigida por Randhir Kapoor y protagonizada por su hermano Rishi Kapoor, Ashwini Bhave (ambos de La India) y Zeba Bakhtiar (de Pakistán), también conocida como Neha Seti. Fue filmada en su gran mayoría en la región de Cachemira. El proyecto de filmación de la película inicialmente fue abordado por el reconocido director Raj Kapoor, pero debido a su fallecimiento durante el rodaje, las partes restantes fueron grabadas por su hijo Randhir Kapoor. De todas formas, esta película es considerada la última producción cinematográfica de Raj Kapoor. Los diálogos de la película fueron escritos por la aclamada autora y dramaturga paquistaní Haseena Moin. El filme fue un éxito de taquilla y obtuvo excelentes críticas por parte de la prensa especializada. La historia se desarrolla en medio de las tensiones causadas por el conflicto entre India y Pakistán, donde muchos inocentes perdieron la vida.

## Sinopsis
Rishi Kapoor interpreta a Chander, quien se queda a vivir en la ciudad de Srinagar. Está a punto de comprometerse con Chand (Ashwini Bhave). El día de su compromiso, un accidente de tráfico lo hace desviar hacia el lado paquistaní de Cachemira cuando se dirigía a la boda. Una niña nativa llamada Henna (Zeba Bakhtiar) termina enamorándose de él, en medio de la controvertida tensión entre India y Pakistán en Cachemira. La policía paquistaní empieza a sospechar de su identidad, creyendo que se trata de un espía indio. La hermosa Henna Khan vive la vida de un gitano cerca de un río en Pakistán, con su padre viudo, Khan Baba, y tres hermanos, Ashraf, Razzak y Zaman. Un día se encuentra con un cuerpo masculino que ha sido arrastrado a la orilla del río. Khan Baba, Bibi Gul y Henna rescatan al hombre y lo auxilian solo para descubrir que ha perdido completamente la memoria. El hombre en su sueño grita el nombre de "Chand" y todos comienzan a llamarlo por ese nombre. Pronto él está lo suficientemente bien como para caminar y comienza a trabajar para Bibi, ayudándola a hacer vasijas de barro. Henna se enamora de él y quiere casarse con él, para gran disgusto de Daroga Shahbaaz Khan (Raza Murad). Khan Baba organiza el matrimonio de Henna y Chand y se fija un día para llevar a cabo la ceremonia. La tribu descubre entonces que Chand no es musulmán y que no es un ciudadano paquistaní. De hecho, se enteran de que se trata de un ciudadano de La India que se desvió hacia Pakistán durante un accidente automovilístico. La tribu decide crear un paso seguro para que Chand regrese a su hogar. El primer intento fracasa debido a que uno de los hermanos coludió con Shahbaaz Khan. El segundo intento tiene éxito, pero Henna muere en el clímax. La película termina con Chander preguntándose cuál es el verdadero objetivo de una guerra tan absurda.

## Reparto
- Rishi Kapoor como Chanderprakash/Chaand.
- Zeba Bakhtiar como Henna.
- Ashwini Bhave como Chandni Kaul.
- Saeed Jaffrey como Khan Baba.
- Farida Jalal como Bibi Gul.
- Kulbhushan Kharbanda como el señor Kaul.
- Kiran Kumar como Ashraf.
- Reema Lagoo como la señora Kaul.
- Raza Murad como Daroga Shahbaz Khan.
- Mohnish Behl como el capitán Surendra.

## Recepción
La película fue un gran éxito, especialmente por sus exóticas locaciones y la excelente banda sonora compuesta por Ravindra Jain que incluía canciones como "Main Hoon Khush Rang", "Anaaradana" y "Der Na Ho Jaaye Kahin", composiciones que se volvieron muy populares tras el estreno del filme. Las partes de la historia que se desarrollan en Pakistán fueron grabadas en la región de Cachemira. Algunas tomas de la película fueron hechas en Austria y Suiza.